# Auteur-compositeur
Un auteur-compositeur, une auteure-compositrice ou une autrice-compositrice est une personne qui compose les paroles et la musique de chansons. Quand elle les interprète également, on parle d'auteur-compositeur-interprète. Si une personne n'écrit que les paroles, il s'agit d'un parolier, et si elle n'écrit que la musique, il s'agit d'un compositeur.

## Historique
Si l'on fait référence à la personne de l'auteur-compositeur-interprète, il est possible de considérer son activité comme ayant des points communs avec celle du troubadour. Il ne faut pas pour autant se représenter une continuité de rôle ininterrompue à travers les siècles : le troubadour est un personnage caractéristique du Moyen Âge et correspond de plus à un territoire particulier. On considère généralement l'auteur-compositeur-interprète moderne comme un produit originellement du cabaret.
Cette continuité est assurée pourtant à travers le mot chanson, qui apparaît au XIIe siècle selon le sens de canso, « chant d'amour ». Apparaît dans la foulée le terme de chansonnier, mais dans le sens de : recueil de chansons, puis, qui après être tombé dans l'oubli, réapparaît au XVIe siècle dans le sens de « faiseur de chanson », qui ajoute des paroles sur un air préexistant ou bien qui en compose également l'air.
En Italie, au XVIIe siècle, il est fréquent que les compositrices ne publient pas leurs œuvres de leur vivant, leurs créations étant généralement supposées destinées à leur usage privé, et le rôle des femmes étant débattu dans les milieux intellectuels florentins.
Le statut de l'auteur fait son apparition avec la Révolution française. Les privilèges, et par extension, les rentes de protecteurs étant désormais bannis, le modèle de rémunération des artistes, auteurs et compositeurs doit être reconsidéré. Dans la tourmente politique ils auraient eu tout lieu d'être négligés, si n'était la conscience de tout un chacun du rôle que les auteurs des chants patriotiques avaient tenu pour enflammer l'enthousiasme, fédérer les cœurs, et maintenir le moral dans les moments durs. Le droit d'auteur fait son apparition historique, par la loi, en 1793.

## Bases de données d'autrices-compositrices
Alors qu'en 2019 et 2020 seuls 3,6% des concerts de musique classique comprennent des morceaux composés par des femmes, une fondation crée une base de données comportant à l'origine plus de 5 000 noms pour les recenser.